# 경제 통합
경제 통합(經濟統合, 영어: economic integration)은 하나 이상의 국가가 연합하여 하나의 경제로 통합되는 것을 의미한다. 또한 이는 여러 국가가 모여서 지역적인 경제 활동의 자유화를 형성하는 것을 의미한다. 경제통합은 낮은 수준부터 높은 수준으로 구별되며, 이는 자유 무역 협정부터 완전한 경제 통합으로 설명된다. 경제 통합은 유럽연합의 전신인 유럽철강석탄공동체와 같은 지역 공동체의 출현과 함께 등장한 개념이다. 경제 통합을 나타내는 여러가지 이론들 중에서 기초는 1960년대 헝가리 출신의 미국 경제학자 벨라 발라사에 의해 최초로 주장되었고, 발라사의 주장에 따르면 국가 간 경제 통합이 증가하면 할수록, 시장에서 무역 장벽은 감소한다. 즉, 국가 간 제약이 줄고 장벽이 낮아질수록 경제 통합의 단계는 높아짐을 의미한다. 전세계적으로 낮은 수준 및 높은 수준의 경제 통합은 자주 목격되고 있다. 대표적으로 잘 알려진 경제 통합의 예시는 유럽연합의 유로존이다. 유럽 이외에도 지역적 수준에서 경제 통합은 끊임없이 논의되고 있다. 무역에 있어서 보호주의와 자유주의가 찬성과 반대를 얻는 가운데, 경제 통합은 국제 정세의 영향을 받기도 한다.

## 구성
경제 통합의 정도는 다음의 여섯 단계로 범주화 시킬 수 있다.
1. 특혜 무역 협정
2. 자유 무역 협정
3. 관세 동맹
4. 공동 시장
5. 경제 통화 동맹
6. 완전 경제 통합

## 경제 통합의 단계
- 경제 통합의 종류와 포괄하는 범위[6]

| 회원국간 무역 특혜                                           | 역내 관세 철폐 | 역외 공동관세 부과 | 역내 생산요소 자유이동 보장 | 역내 공동경제정책 수행 | 초국가적 기구 설치·운영 |
| ------------------------------------------------------------ | -------------- | ------------------ | --------------------------- | ---------------------- | ----------------------- |
| 특혜 무역 협정 (Preferential trading arrangement)            |                |                    |                             |                        |                         |
| 자유 무역 협정 (Free trade agreement) (NAFTA, EFTA 등)       |                |                    |                             |                        |                         |
| 관세 동맹 (Custom union) (베네룩스 관세 동맹)                |                |                    |                             |                        |                         |
| 공동 시장 (Common market) (EEC, CACM, CCM, ANCOM 등)         |                |                    |                             |                        |                         |
| 경제 통합 (Economic union) (마스트리히트 조약 발효이후의 EU) |                |                    |                             |                        |                         |
| 완전경제통합 (Complete Economic Integration)                 |                |                    |                             |                        |                         |

## 같이 보기
- 메르코수르
- 북미자유무역협정
- 유로존
- 유라시아 경제 연합
- 한미 자유 무역 협정